# Болн ан Бри
Болн ан Бри (фр. Baulne-en-Brie) насеље је и општина у североисточној Француској у региону Пикардија, у департману Ен (Пикардија) која припада префектури Шато Тјери.
По подацима из 2011. године у општини је живело 275 становника, а густина насељености је износила 14,56 становника/km². Општина се простире на површини од 18,89 km². Налази се на средњој надморској висини од 100 метара (максималној 243 m, а минималној 82 m).

## Демографија
| 1962. | 1968. | 1975. | 1982. | 1990. | 1999. | 2011. |
| ----- | ----- | ----- | ----- | ----- | ----- | ----- |
| 184   | 220   | 194   | 243   | 219   | 238   | 275   |

График промене броја становника у току последњих година